# Samantha Smith
Samantha Reed Smith (n. 29 iunie 1972, Houlton⁠(d), Maine, SUA – d. 25 august 1985, Auburn⁠(d), Maine, SUA) a fost o elevă americană, devenită celebră prin activismul pentru pace în timpul Războiului Rece și prin atenția care i-a fost acordată de mass-media.

## Viața
S-a născut în orășelul Houlton, situat la granița dintre SUA și Canada.
La numai cinci ani, printr-o scrisoare adresată reginei Elisabeta a II-a, își exprimă admirația față de acesta.
În primăvara lui 1980, se mută cu familia în Manchester, Kennebec, Maine și se înscrie în școala de acolo.
În noiembrie 1982, pe când avea numai 10 ani, adresează o scrisoare deschisă liderului sovietic Iuri Andropov, care tocmai fusese numit Secretar General al PCUS și prin care își exprimă îngrijorarea față de tensiunea din relațiile ruso-americane:
"Dragă domnule Andropov, mă numesc Samantha Smith și am 10 ani. Felicitări pentru noua dvs. slujbă. Mi-am tot făcut griji că Rusia și Statele Unite vor începe un război nuclear. Veți vota să fie război sau nu? Dacă nu, spuneți-mi cum veți interveni ca să nu fie război. Nu trebuie să răspundeți la această întrebare, dar aș vrea să știu de ce vreți să cuceriți lumea sau cel puțin țara noastră. Dumnezeu a creat lumea ca noi să trăim împreună în pace, nu să ne luptăm între noi."

Scrisoarea a fost publicată în ziarul Pravda.
În aprilie 1983, Andropov îi răspunde susținând că va milita pentru menținerea păcii și îi adresează o invitație de a vizita URSS.
Devenită celebră, Samantha Smith efectuează un tur al Uniunii Sovietice, iar televiziunea de stat, ale cărei emisiuni predominau în interviuri acordate muncitorilor din fabrici, difuzează un interviu cu fetița în prime-time.
Revenită în SUA, fetița apare în talk-show-uri și publică o carte despre activitatea sa de până atunci.
Primește și un rol de televiziune.
A fost numită „cea mai tânără tânără ambasadoare a Americii”, pentru activitățile sale de menținere a păcii din Japonia.
Fetița a murit la 13 ani în urma unui accident de avion.

## Legături externe
- SamanthaSmith.info – Official site
- A Nightline Moment From 1983 – ABC News, December 2004
- Samantha Smith, This Day in History: August 25
- US Schoolgirl’s Soviet Peace Mission Remembered 30 Years Later
- Samantha Smith la Internet Movie Database